# Genséric Kusunga
Genséric Kusunga (Ginevra, 12 marzo 1988) è un ex calciatore svizzero naturalizzato angolano, di ruolo difensore.

## Carriera
Dopo aver vinto due campionati e una Coppa Svizzera con il Basilea, fa il suo ritorno in prestito per una stagione al Servette.

## Palmarès

### Club

#### Competizioni nazionali
- Campionato svizzero: 2

Basilea: 2010-2011, 2011-2012
- Coppa Svizzera: 1

Basilea: 2011-2012